# Vliegveld van Taza
Het vliegveld van Taza (Frans: Aérodrome de Taza; Engels: Taza Airport; ICAO: GMFZ) is een klein vliegveld gelegen nabij de stad Taza in de Marokkaanse regio Fès-Meknès. Het vliegveld ligt ongeveer 3 kilometer ten oosten van het stadscentrum en bevindt zich op een hoogte van 576 meter boven zeeniveau.
Het vliegveld wordt voornamelijk gebruikt door de brandweerbrigade voor het bestrijden van bosbranden en voor de verspreiding van pesticiden in de landbouw. Er zijn geen reguliere commerciële vluchten vanaf het vliegveld.

## Faciliteiten
Het vliegveld beschikt over één geasfalteerde start- en landingsbaan met de aanduiding 08/26, die een lengte heeft van 1.695 meter. Het vliegveld is voornamelijk geschikt voor kleine vliegtuigen met een maximaal gewicht van 5.700 kg.

## Geschiedenis

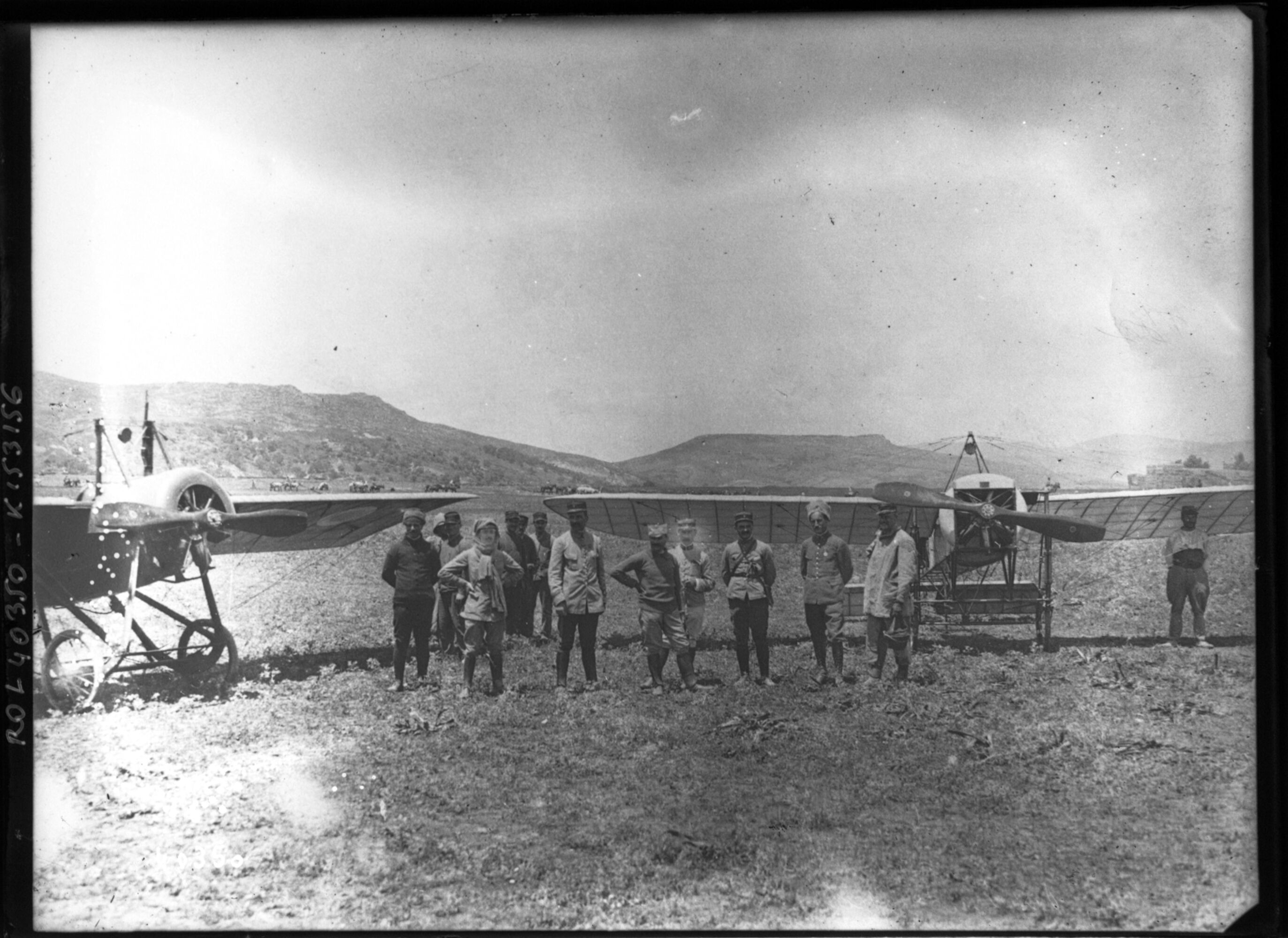
Historische militaire luchtvaartfoto, Marokko mei 1914, tijdens de Franse militaire campagnes in Marokko (tijdens het protectoraat).

De afbeelding rechts toont piloten & vliegtuigen van Franse eskaders die daar Het vliegveld werd oorspronkelijk aangelegd tijdens het Franse protectoraat in Marokko (1912–1956). De Franse autoriteiten beschouwden Taza als een strategisch knooppunt tussen het Rifgebergte en het Midden-Atlasgebergte. Het vliegveld diende destijds zowel militaire als civiele doeleinden, waaronder het faciliteren van communicatie en transport tussen verschillende delen van het protectoraat.
Na de onafhankelijkheid van Marokko in 1956 bleef het vliegveld operationeel, zij het met beperkte activiteiten. In de loop der jaren is het gebruik van het vliegveld afgenomen.

## Ontwikkelingsplannen
In 2024 werd op het architectuurplatform Architizer een conceptontwerp gepubliceerd voor de herontwikkeling van het vliegveld. Het voorstel, opgesteld door Wahib El Houari Architectural Works, omvat onder meer een nieuwe passagiersterminal met meerdere verdiepingen, dertien vliegtuigloodsen, drie start- en landingsbanen, vijf verkeerstorens en recreatieve voorzieningen zoals sportvelden en een skatepark.
Hoewel het project zich momenteel in de conceptuele fase bevindt en er geen officiële aankondiging is gedaan over de uitvoering, sluit het ontwerp aan bij bredere nationale initiatieven om de luchtvaartinfrastructuur in Marokko te moderniseren. Dit zou onder meer verband kunnen houden met voorbereidingen op het mede organiseren van het wereldkampioenschap voetbal in 2030.

## Navigatie
De dichtstbijzijnde VOR-DME-navigatiebaken is de Saiss VOR-DME (ident: FES), gelegen op ongeveer 56 nautische mijlen ten west-zuidwesten van het vliegveld.